# Marcel Alessandri
Marcel Alessandri, (Boulogne-sur-Mer, 23 de julio de 1895-París, 26 de diciembre de 1968) fue un militar del ejército francés que participó en la Primera Guerra Mundial, en la Segunda Guerra Mundial y en la Guerra de Indochina.

## Carrera militar

### Primera Guerra Mundial
El 1 de julio de 1914 es admitido en la Escuela Militar Especial de Saint Cyr .  Es asignado al 39.º regimiento de infantería. Con este regimiento y posteriormente con el 128.º y 8.º regimientos de infantería participó en varias acciones en la Primera Guerra Mundial. En 1915, combate en el Bosque de Auderne y en los Eparges en Champagne; en 1916, toma parte en las batallas del Somme, Verdún y Craonne; en 1917, luchará en Flandres, Soissons, Coucy le Château y Saint Marc. El 12 de septiembre de 1916, fue herido por disparo de bala en la muñeca. Ganó seis citaciones por su comportamiento y la cruz de caballero de la Legión de Honor
El 5 de diciembre de 1914 fue nombrado alférez, teniente el 19 de marzo de 1916 y capitán el 5 de julio de 1917.

### Entre guerras
Después de unas prácticas en la Escuela Militar de Saint Cyr, elige la infantería colonial y es destinado el 16 de septiembre de 1919 al 7.º regimiento de infantería colonial y más tarde al 14.º batallón de tiradores senegaleses en Marruecos.  Participó hasta 1922 en las campañas militares francesas en Marruecos siendo condecorado con la Croix de guerre des théatres d’operations extérieures. En marzo de 1920, recibió definitivamente el grado de capitán. En abril de 1922 es destinado al Frente de Indochina. Al año siguiente vuelve de nuevo a la África occidental francesa. El 1 de noviembre de 1928 ingresa en la escuela de guerra en París. En 1930, regresa de nuevo a Marruecos donde permanece hasta 1933. Repatriado a la metrópoli en 1934, Alessandri sirve en el Estado Mayor de las tropas coloniales y más tarde es nombrado instructor de la escuela de guerra. El 17 de marzo de 1936, es ascendido a teniente coronel.

### Segunda Guerra Mundial
En abril de 1939 deja su tarea en París y es enviado a Tonkin para luchar en Indochina. En marzo de 1941 es ascendido a coronel y en 1943 es general de brigada. El 9 de marzo de 1945, cuando los japoneses se apoderan de la Indochina francesa, Alessandri con un grupo de supervivientes, cruza la frontera de la República China y el 11 de junio toma el mando de las tropas francesas en China y el título de delegado general del gobierno.

### Guerra de Indochina
De agosto a octubre de 1945, es el delegado del alto comisariado para la zona norte de Indochina. En 1946, es designado comisariado de la República y comandante militar de Camboya. Preside la Conferencia de Dalat en agosto de 1946. Después de siete años en Extremo Oriente, es repatriado el 23 de julio de 1946. Puesto a disposición del ministro, regresa a Indochina y toma el mando de las fuerzas terrestres en lo que después sería Vietnam del Norte. El 10 de noviembre de 1950 es reemplazado y repatriado a Francia. Ingresa en el estado mayor de las tropas coloniales después de quedar exonerado del informe que el general Juin emitió sobre los acontecimientos de Cao Bang.

### Condecoraciones
- Chevalier (1916), officier (1930), commandeur (1945) et grand officier de la Légion d'honneur (1950)
- Médaille de la Résistance (JO du 20 mars 48)
- Croix de Guerre 1914-1918
- Croix de guerre 1939-1945
- Croix de guerre des Théâtres d'opérations extérieurs
- Médaille coloniale avec agrafes « Maroc » « Indochine »
- Médaille commémorative de la guerre 1914-1918
- Médaille interalliée dite de la Victoire
- Médaille commémorative de la guerre 1939-1945
- Médaille commémorative de la campagne d'Indochine

### Condecoraciones no francesas
- Commandeur de l'ordre du Ouissam alaouite
- Grand-croix de l'ordre royal du Cambodge
- Médaille militaire du Cambodge
- Médaille de la résistance du Laos
- Ordre du Bain britannique

### Citaciones
- Division (OG n° 36 avec croix de guerre 14/18 1915
- Division (OG n° 19 avec croix de guerre 14/18	1916
- Armée JO du 23 11 16 avec croix de guerre 14/18 1916
- Régiment OG n° 22 « R » avec croix de guerre 14/18 1917
- Régiment OG n° 555 avec croix de guerre 14/18 1917
- Division (OG n° 240 avec croix de guerre 14/18 1918
- Division (OG n° 1 avec croix de guerre des TOE 1922
- Armée OG n° 57 avec croix de guerre des TOE 1933
- Armée JO du 21 06 46 avec croix de guerre 39/45 1945
- Armée Déc n° 17 avec croix de guerre 39/45 1947
- Armée Déc n° 2 3 avec croix de guerre TOE 1950
- Armée Déc n° 38 avec croix de guerre TOE 1951